# The King Maker
The King Maker (thailandese: กบฏท้าวศรีสุดาจัน, Kabot Thaosi Sudachan) è un film del 2005 diretto da Lek Kitaparaporn.
È un film d'avventura thailandese a sfondo storico con Gary Stretch, John Rhys-Davies e Cindy Burbridge. È ambientato durante il Regno di Ayutthaya e incentrato sulle vicende di un mercenario portoghese al servizio della corte siamese. Prodotto da David Winters, è stata la prima produzione cinematografica thailandese in lingua inglese dopo il film del 1941 The King of the White Elephant prodotto da Pridi Phanomyong.

## Trama
Nel 1547 Fernando De Gama, giovane soldato portoghese, salpa per l'Oriente nel tentativo di far fortuna e rintracciare l'assassino del padre. Quando la nave su cui viaggia naufraga, Fernando viene trasportato dalle onde su una spiaggia tropicale dove viene catturato.

## Produzione
Il film, diretto da Lek Kitaparaporn su una sceneggiatura di Sean Casey, fu prodotto da David Winters per la Winters Hollywood Entertainment Holdings Corporation, la Alpha Beta Films International e la Gitelwood e girato a Ayutthaya, Bangkok, Samut Prakan e Saraburi, in Thailandia, dal 26 luglio al 29 settembre 2004 con un budget stimato in 15 milioni di dollari. Gli effetti speciali, coordinati da Lew Koo Shyong, furono realizzati dalla Quest Beyond dFX Studios e dalla Winters Hollywood Entertainment Holdings Corporation. La musica è firmata da Ian Livingstone.

## Distribuzione
Il film fu distribuito in Thailandia il 20 ottobre 2005 al cinema e poi a livello mondiale dalla Alpha Beta Films International.
Alcune delle uscite internazionali sono state:
- in Grecia il 23 ottobre 2006 (in DVD)
- in Ungheria il 22 novembre 2006 (A kelet zsoldosa, in DVD),
- negli Stati Uniti il 3 aprile 2007 (in DVD dalla Sony Pictures Home Entertainment)
- in Giappone il 27 aprile 2007 (in DVD)
- in Russia il 27 marzo 2008 (in DVD)
- in Portogallo (A Espada do Rei)
- in Germania (Das Königreich der Drachen, in DVD dalla MIG Film)
- in Francia (The King Maker, in TV)

## Promozione
La tagline è: "A warrior's path. A king's destiny.".